# Championnat de La Réunion de football 2005
Navigation
Édition précédente Édition suivante
Le Championnat de La Réunion de football 2005 est la 55e édition de la compétition qui fut remportée par l'US Stade Tamponnaise.

## Classement
| Rang | Équipe                   | Pts | J  | G  | N  | P  | Bp | Bc | Diff |
| ---- | ------------------------ | --- | -- | -- | -- | -- | -- | -- | ---- |
| 1    | US Stade Tamponnaise (T) | 88  | 26 | 19 | 5  | 2  | 44 | 14 | +30  |
| 2    | SS Excelsior (C)         | 87  | 26 | 18 | 7  | 1  | 36 | 5  | +31  |
| 3    | SS Saint-Louisienne      | 67  | 26 | 12 | 5  | 9  | 28 | 23 | +5   |
| 4    | JS Saint-Pierroise       | 60  | 26 | 9  | 7  | 10 | 26 | 27 | -1   |
| 5    | SS Capricorne            | 60  | 26 | 9  | 7  | 10 | 22 | 24 | -2   |
| 6    | Saint-Denis FC (P)       | 60  | 26 | 10 | 4  | 12 | 41 | 28 | +13  |
| 7    | Saint-Pauloise FC        | 59  | 26 | 9  | 6  | 11 | 33 | 30 | +3   |
| 8    | SS Jeanne d'Arc          | 59  | 26 | 9  | 6  | 11 | 24 | 39 | -15  |
| 9    | AS Marsouins             | 57  | 26 | 7  | 10 | 9  | 27 | 35 | -8   |
| 10   | US Bénédictine           | 56  | 26 | 7  | 9  | 10 | 23 | 37 | -14  |
| 11   | AS Chaudron              | 55  | 26 | 7  | 8  | 11 | 32 | 40 | -8   |
| 12   | SS Rivière Sports        | 54  | 26 | 6  | 10 | 10 | 16 | 23 | -7   |
| 13   | US Sainte-Marienne (P)   | 52  | 26 | 5  | 11 | 10 | 24 | 34 | -10  |
| 14   | FC Avirons               | 44  | 26 | 3  | 9  | 14 | 25 | 44 | -19  |

|  | Champion de La Réunion et qualification pour la Ligue des Champions de la CAF 2006 |
|  | Qualification pour la Coupe de la CAF 2006                                         |
|  | Relégation en 2e division                                                          |